# Prueba del cajón
La prueba del cajón es utilizada por los Fisioterapeutas para detectar la rotura de los ligamentos cruzados de la rodilla. 
El paciente debe colocarse en decúbito supino, con las caderas flexionadas a 45 grados, las rodillas flexionadas a 90 grados, y las plantas de los pies sobre la mesa de exploración. Se colocan las manos alrededor de la rodilla con los pulgares sobre la línea articular medial y lateral, y los índices en las inserciones medial y lateral de los músculos femorales posteriores. Se tira de la tibia adelante (prueba del cajón anterior), observando si se desliza por debajo del fémur; de la misma forma se empuja la tibia atrás (prueba del cajón posterior) y se observa el grado de desplazamiento posterior de la tibia. Es conveniente comparar el grado de desplazamiento de la tibia con el de la rodilla contraria.
El término "prueba del cajón" deriva del deslizamiento de la tibia debajo del fémur adelante o atrás, como si se tratara de un cajón.